# Team Stronach

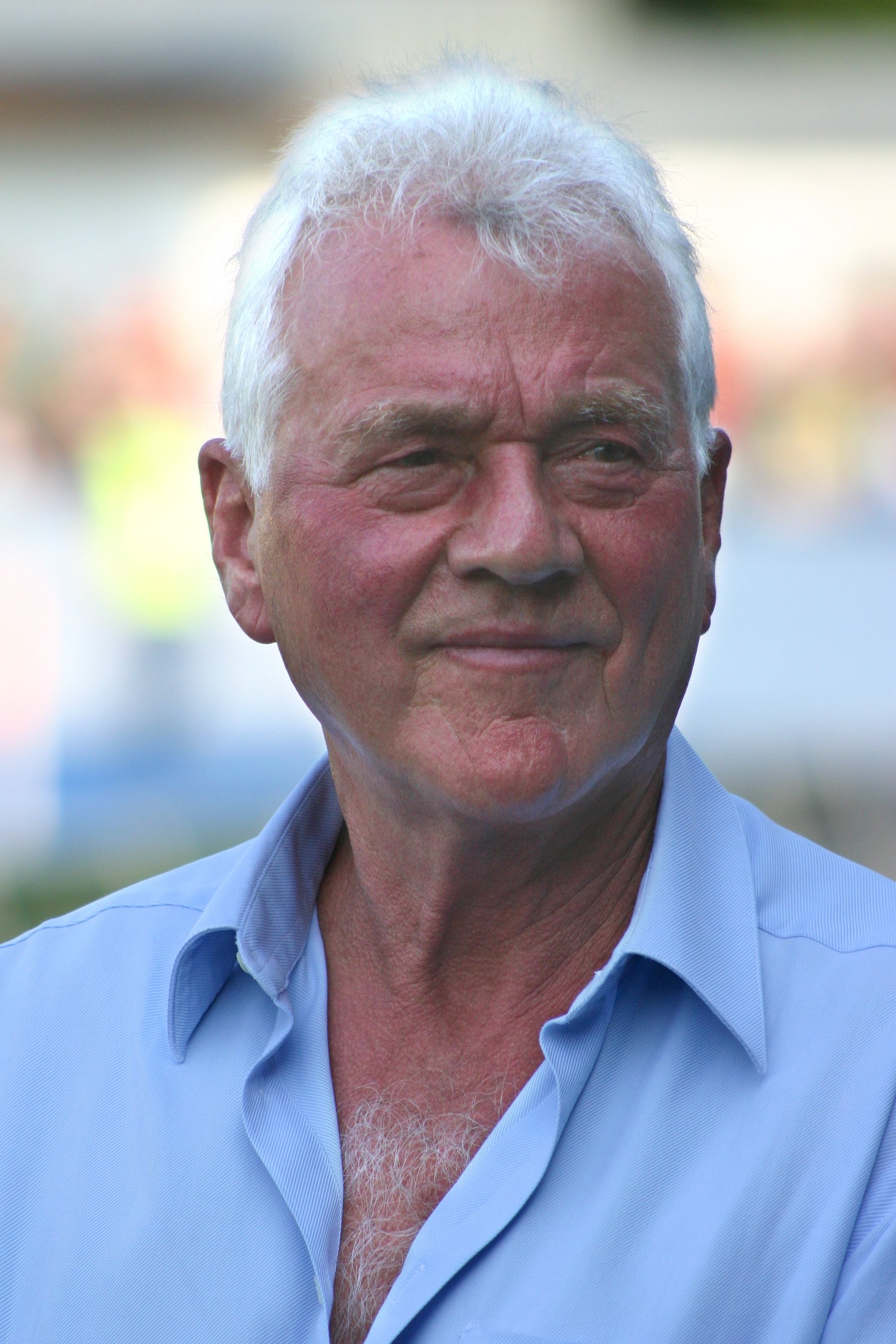
Frank Stronach, partiets grundare.

Team Stronach, formellt Team Stronach för Österrike (tyska: Team Stronach für Österreich), var ett marknadsliberalt politiskt parti i Österrike namngivet efter dess grundare, österrikisk-kanadensiske affärsmannen Frank Stronach. Partiet registrerades 25 september 2012 och grundades två dagar senare med huvudmål att Österrike ska lämna eurosamarbetet och återinföra österrikisk schilling.
Partiet har direkt efter dess grundande varit representerat i nationalrådet genom att medlemmar i andra partier har gått över, huvudsakligen från BZÖ. I nationalrådsvalet 2013 fick partiet 5,7 procent av rösterna och tog 11 mandat. Under den följande mandatperioden lämnade flera ledamöter partigruppen. Partiet meddelade den 27 juni 2017 att det inte kommer att ställa upp i nationalrådsvalet 2017 och att det kommer att upplösas den 31 december 2017.

## Valresultat
| Val  | Andel       | Mandat   | Ref   |
| ---- | ----------- | -------- | ----- |
| 2013 | 5,7 procent | 11 / 183 | [ 3 ] |
| 2017 | deltog ej   | 0 / 183  | [ 4 ] |

| Val  | Andel     | Mandat | Ref   |
| ---- | --------- | ------ | ----- |
| 2014 | deltog ej | 0 / 18 | [ 5 ] |

## Partiledare
- 2012–2017: Frank Stronach